# Sirtis Menor
Sirtis Menor (: Σύρτις μικρά; llatí: Syrtis Minor) va ser el nom donat pels romans a l'actual golf de Gabès, el més petit dels dos golfs de la costa de la moderna Líbia.
Juntament amb el Sirtis Major donava nom a la regió de Sírtica, després Tripolitània. El nom venia de la paraula dels nadius, Sert, que vol dir desert, per la costa desolada i arenosa que actualment encara conserva. Segons Escílax es trobava limitat per una banda pel promontori anomenat Zeita (Ζεῖθα) i per l'altra l'illa de Gerba. Estrabó diu que la badia tenia una circumferència de 1600 estadis, i un diàmetre de 600. La navegació per aquesta badia era molt perillosa perquè tenia roques situades a poca profunditat de la superfície de manera que es considerava a l'antiguitat que no era navegable. Fins i tot a la Sirtis Major només s'hi aventuraven petits vaixells, segons diuen Estrabó, Escílax de Carianda, Polibi, Pomponi Mela, Plini el Vell i Procopi.